# Maurice Terryn
Maurice Terryn (Staden, 3 juni 1930 – Izegem, 29 mei  2016) was een persfotograaf die gedurende een halve eeuw werkzaam was voor zowat alle Vlaamse dag- en weekbladen. Voor het plaatselijk nieuws fotografeerde hij vooral in de streek Roeselare-Izegem-Lendelede. Als sportfotograaf strekte zijn werkgebied zich evenwel uit over binnen- en buitenland. Hij bracht tussen 1955 en 2005 honderden wielerwedstrijden en duizenden renners in beeld. Ook was hij jarenlang persfotograaf voor de matchen van Club en Cercle Brugge. 
Sinds zijn overlijden wordt zijn negatievencollectie bewaard in KOERS, Museum van de Wielersport. Ook de steden Roeselare en Izegem kochten foto’s van Terryn aan die werden ondergebracht in de stadsarchieven. Zijn fotocollectie vormt een bron aan beeldmateriaal uit de tweede helft van de 20ste eeuw.
Zoon Danny Terryn werd later ook persfotograaf. Hij werkte vanaf 1989 samen met zijn vader onder de naam ‘Terma’ tot Danny in 2005 ophield met fotograferen en Maurice op dat ogenblik ook besloot om zijn fotografencarrière na een halve eeuw te beëindigen.
Maurice overleed op 85-jarige leeftijd op 29 mei 2016.